# 王仲錦
王仲錦（1495年—？），字絅之，號西巖，錦衣衛旗籍，江西吉水縣人，明朝政治人物。

## 生平
嘉靖四年（1525年）乙酉科順天府鄉試第七十六名舉人。嘉靖八年（1529年）中式己丑科會試第一百六十八名，登第二甲第七十七名進士。授无为知州，升南京刑部员外郎，歷郎中，擢官浙江衢州府知府。调惠州府，未任卒。

## 家族
曾祖王永祺，曾任壽官；祖父王時阜，封管軍百戶；父王先明，曾任前副千戶。母廖氏（封安人）。